# Phacelia bipinnatifida
Phacelia bipinnatifida är en strävbladig växtart som beskrevs av André Michaux. Phacelia bipinnatifida ingår i Faceliasläktet som ingår i familjen strävbladiga växter. Inga underarter finns listade i Catalogue of Life.

## Bildgalleri

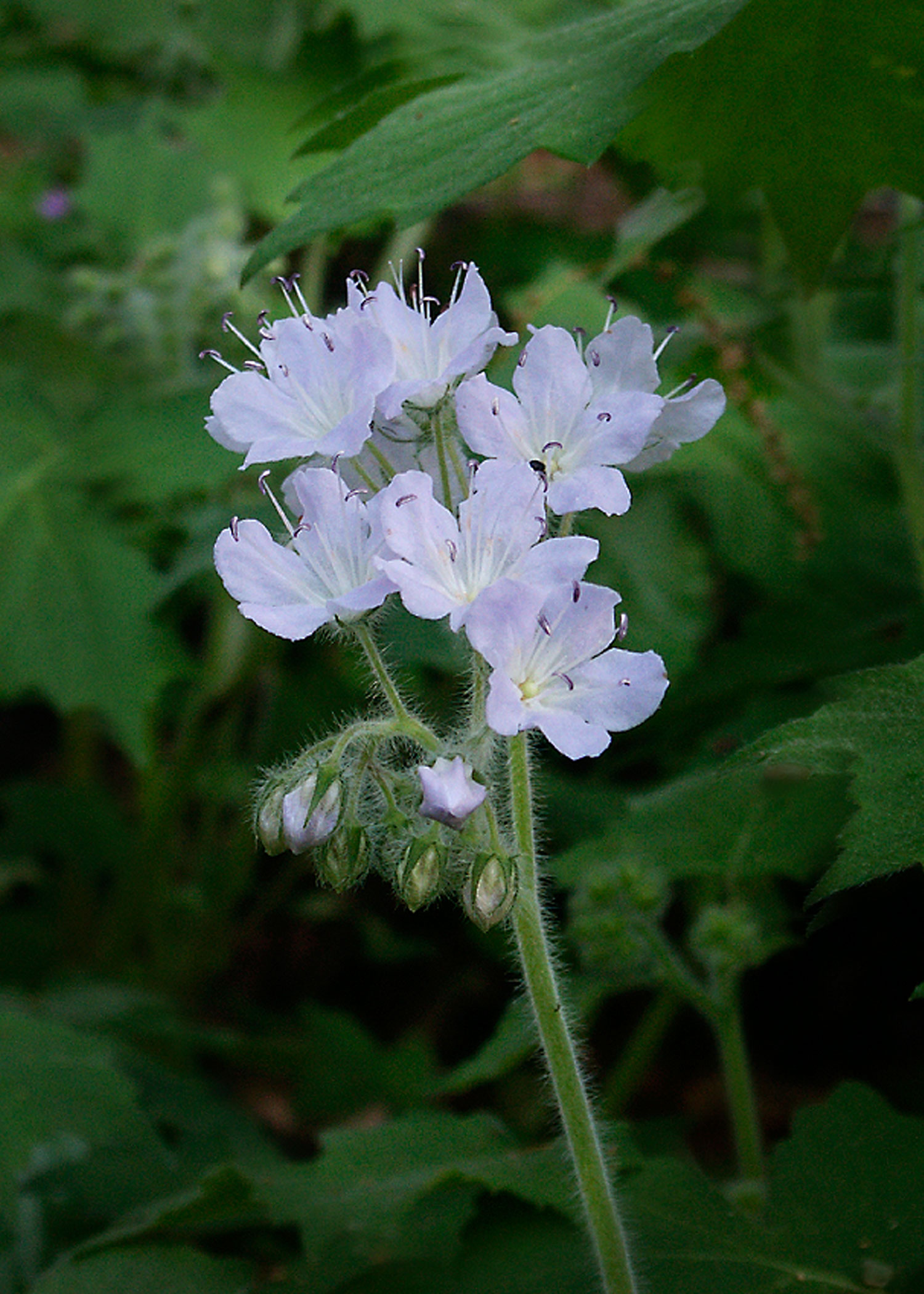
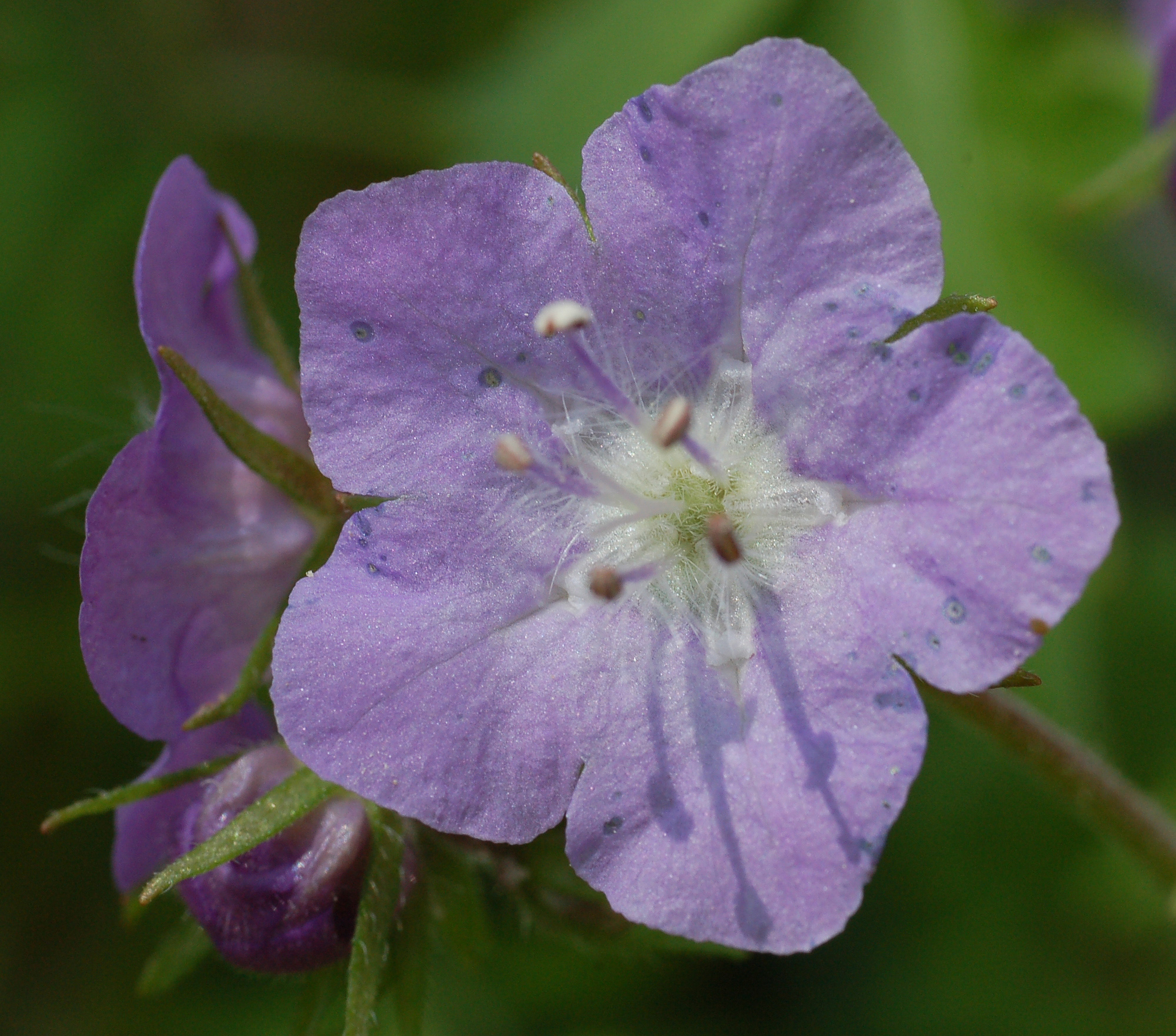
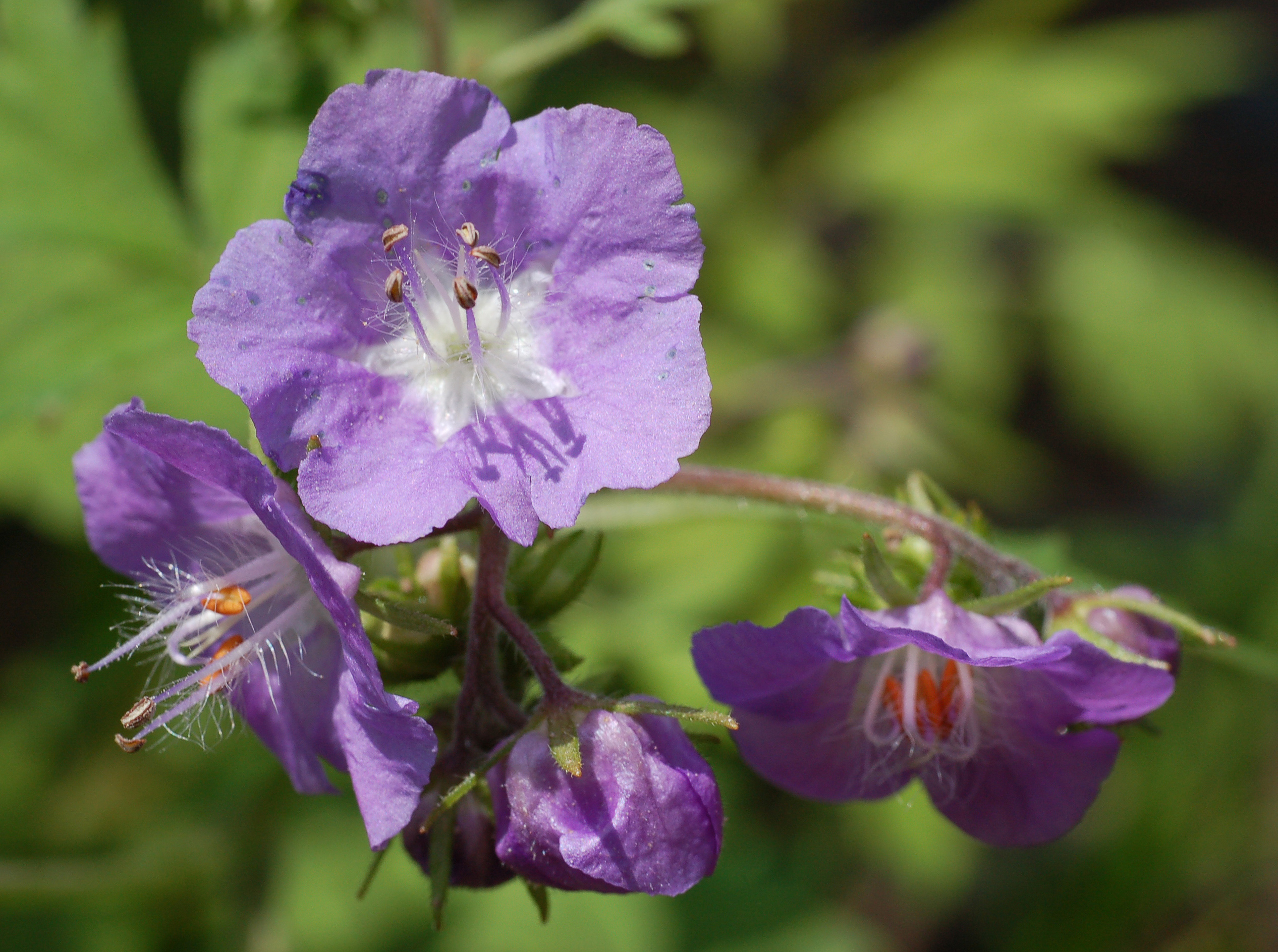
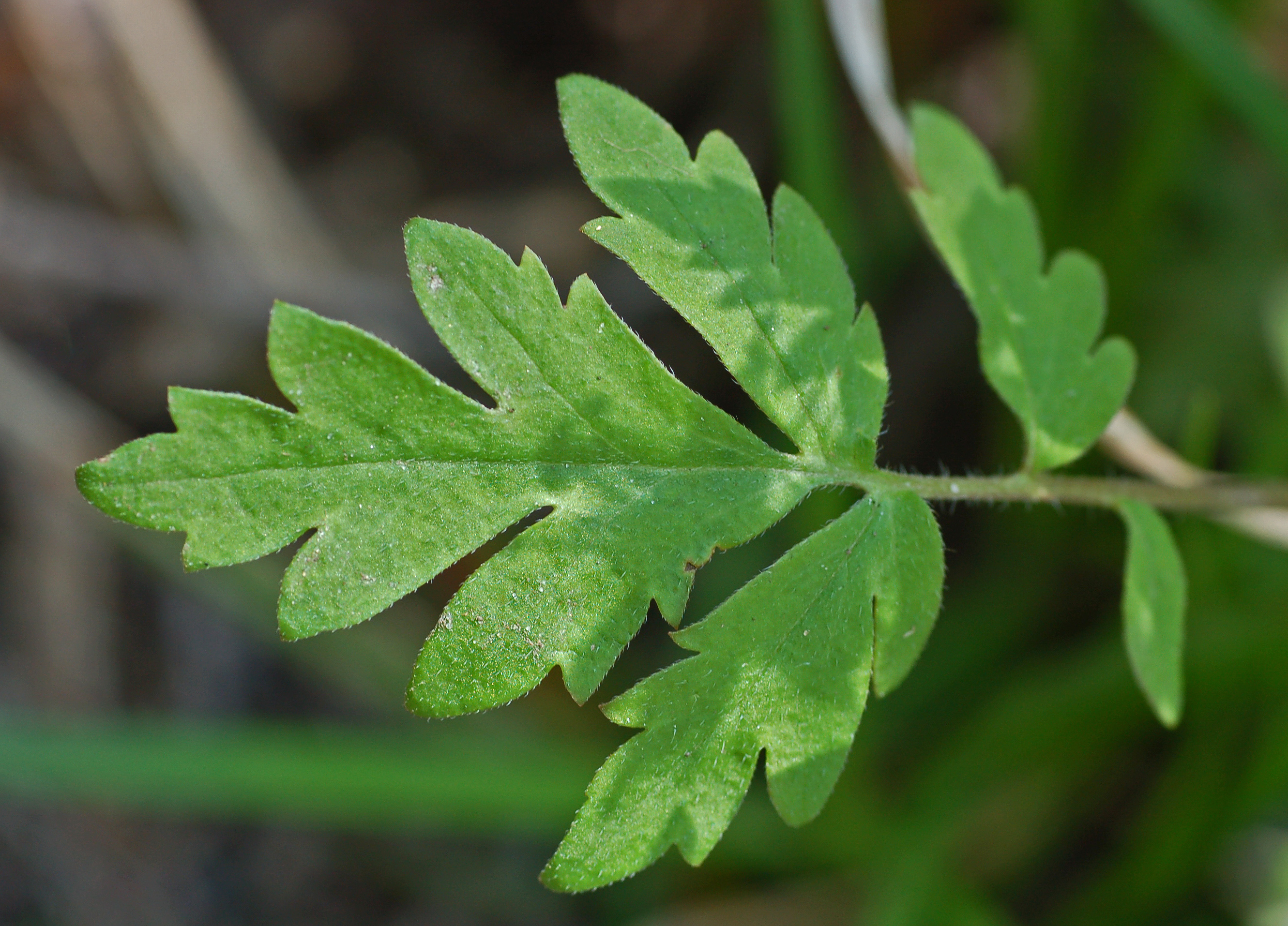